# Fußball-Regionalliga nordest 2013-2014
Questa voce raccoglie un approfondimento sul raggruppamento Nordest dell'edizione 2013-2014 della Fußball-Regionalliga.

## Stagione
Il Neustrelitz vince il campionato e partecipa agli spareggi promozione. Lokomotive Lipsia e Optik Rathenow retrocedono in Oberliga.

## Squadre partecipanti
| Club                 | Stagione | Città       | Stadio                                                                         | Stagione precedente                 |
| -------------------- | -------- | ----------- | ------------------------------------------------------------------------------ | ----------------------------------- |
| VfB Auerbach         | dettagli | Auerbach    | VfB Stadion                                                                    | 14° in Regionalliga nordest         |
| Babelsberg           | dettagli | Potsdam     | Stadio Karl Liebknecht                                                         | 19° in 3. Liga                      |
| Berliner AK 07       | dettagli | Berlino     | Friedrich-Ludwig-Jahn-Sportpark Poststadion                                    | 4° in Regionalliga nordest          |
| Carl Zeiss Jena      | dettagli | Jena        | Ernst-Abbe-Sportfeld                                                           | 2° in Regionalliga nordest          |
| Germania Halberstadt | dettagli | Halberstadt | Friedensstadion                                                                | 9° in Regionalliga nordest          |
| Hertha Berlino II    | dettagli | Berlino     | Friedrich-Ludwig-Jahn-Sportpark Stadion Lichterfelde Stadion auf dem Wurfplatz | 5° in Regionalliga nordest          |
| Lokomotive Lipsia    | dettagli | Lipsia      | Bruno-Plache-Stadion                                                           | 10° in Regionalliga nordest         |
| Magdeburgo           | dettagli | Magdeburgo  | MDCC-Arena                                                                     | 6° in Regionalliga nordest          |
| Meuselwitz           | dettagli | Meuselwitz  | bluechip-Arena                                                                 | 7° in Regionalliga nordest          |
| Neustrelitz          | dettagli | Neustrelitz | Parkstadion                                                                    | 8° in Regionalliga nordest          |
| Optik Rathenow       | dettagli | Rathenow    | Stadion Vogelgesang                                                            | 11° in Regionalliga nordest         |
| Plauen               | dettagli | Plauen      | Sternquell Arena                                                               | 13° in Regionalliga nordest         |
| Union Berlino II     | dettagli | Berlino     | Friedrich-Ludwig-Jahn-Sportpark Stadio An der Alten Försterei                  | 12° in Regionalliga nordest         |
| Viktoria Berlino     | dettagli | Berlino     | Stadion Lichterfelde                                                           | 1° in Oberliga nordest, girone nord |
| Wacker Nordhausen    | dettagli | Nordhausen  | Albert-Kuntz-Sportpark                                                         | 1° in Oberliga nordest, girone sud  |
| Zwickau              | dettagli | Zwickau     | Sportforum Eckersbach                                                          | 3° in Regionalliga nordest          |

## Allenatori e primatisti
| Squadra              | Allenatore                                                                                      | Giocatore più presente (tra parentesi il numero delle presenze) | Capocannoniere (tra parentesi il numero dei gol segnati) |
| -------------------- | ----------------------------------------------------------------------------------------------- | --------------------------------------------------------------- | -------------------------------------------------------- |
| Auerbach             | Andreas Richter                                                                                 | Kevin Hampf (29) Jiri Jedinak (29)                              | Roy Blankenburg (6) Marcel Schuch (6)                    |
| Babelsberg           | Cem Efe                                                                                         | Severin Mihm (30)                                               | Süleyman Koç (8)                                         |
| Berliner AK 07       | Engin Yanova (1ª-16ª) Özkan Gümüş (17ª-21ª) Dietmar Demuth (22ª-30ª)                            | Atakan Yiğitoğlu (28)                                           | Kiyan Soltanpour (11)                                    |
| Carl Zeiss Jena      | Petrik Sander (1ª-4ª) Marco Kämpfe (5ª) Andreas Zimmermann (6ª-24ª) Lothar Kurbjuweit (25ª-30ª) | Justin Gerlach (30) Marcel Schlosser (30)                       | Maxim Banaskiewicz (8)                                   |
| Germania Halberstadt | Willi Kronhardt (1ª-21ª) Achim Hollerieth (22ª-30ª)                                             | Jan Nagel (29) Pascal Nagel (29)                                | Florian Büchler (8) Jan Nagel (8)                        |
| Hertha Berlino II    | Jörg Schwanke (1ª-13ª) Ante Čović (14ª-30ª)                                                     | Kevin Stephan (29)                                              | Kevin Stephan (8)                                        |
| Lokomotive Lipsia    | Carsten Hänsel (1ª-7ª) Eric Eiselt (8ª-9ª) Heiko Scholz (10ª-30ª)                               | Markus Krug (29)                                                | Patrick Grandner (8)                                     |
| Magdeburgo           | Andreas Petersen                                                                                | Nico Hammann (30)                                               | Christian Beck (22)                                      |
| Meuselwitz           | Holm Pinder (1ª-26ª) Marco Kämpfe (27ª-30ª)                                                     | Andreas Luck (29) Frank Müller (29)                             | Manuel Starke (6) Sebastian Weiske (6)                   |
| Neustrelitz          | Thomas Brdarić                                                                                  | Thomas Franke (30)                                              | Velimir Jovanović (19)                                   |
| Optik Rathenow       | Ingo Kahlisch                                                                                   | Sebastian Huke (30)                                             | Sebastian Huke (9)                                       |
| Plauen               | Michael Hiemisch                                                                                | Danny Wild (29)                                                 | Benjamin Girth (15)                                      |
| Union Berlino II     | Robert Jaspert                                                                                  | Pascal Wedemann (28)                                            | David Hollwitz (13)                                      |
| Viktoria Berlino     | Thomas Herbst                                                                                   | Robert Schröder (29) Maximilian Watzka (29)                     | Maximilian Watzka (10)                                   |
| Wacker Nordhausen    | Jörg Goslar                                                                                     | Martin Hauswald (30)                                            | Benjamin Halstenberg (7)                                 |
| Zwickau              | Torsten Ziegner                                                                                 | Christoph Göbel (29) Robert Paul (29) Marian Unger (29)         | Davy Frick (8)                                           |

## Classifica finale
|  | Pos. | Squadra              | Pt | G  | V  | N  | P  | GF | GS | DR  |
|  | ---- | -------------------- | -- | -- | -- | -- | -- | -- | -- | --- |
|  | 1.   | Neustrelitz          | 70 | 30 | 23 | 1  | 6  | 65 | 30 | +35 |
|  | 2.   | Magdeburgo           | 58 | 30 | 18 | 4  | 8  | 71 | 39 | +32 |
|  | 3.   | Carl Zeiss Jena      | 52 | 30 | 15 | 7  | 8  | 54 | 39 | +15 |
|  | 4.   | Union Berlino II     | 50 | 30 | 14 | 8  | 8  | 67 | 51 | +16 |
|  | 5.   | Wacker Nordhausen    | 44 | 30 | 13 | 5  | 12 | 43 | 46 | -3  |
|  | 6.   | Zwickau              | 43 | 30 | 12 | 7  | 11 | 38 | 38 | 0   |
|  | 7.   | VfB Auerbach         | 41 | 30 | 12 | 5  | 13 | 41 | 45 | -4  |
|  | 8.   | Viktoria Berlino     | 39 | 30 | 8  | 15 | 7  | 41 | 40 | +1  |
|  | 9.   | Plauen               | 39 | 30 | 9  | 12 | 9  | 48 | 49 | -1  |
|  | 10.  | Meuselwitz           | 36 | 30 | 11 | 3  | 16 | 31 | 49 | -18 |
|  | 11.  | Berliner AK 07       | 35 | 30 | 10 | 5  | 15 | 41 | 46 | -5  |
|  | 12.  | Hertha Berlino II    | 34 | 30 | 9  | 7  | 14 | 38 | 46 | -8  |
|  | 13.  | Germania Halberstadt | 34 | 30 | 10 | 4  | 16 | 45 | 61 | -16 |
|  | 14.  | Babelsberg           | 33 | 30 | 9  | 6  | 15 | 37 | 50 | -13 |
|  | 15.  | Lokomotive Lipsia    | 32 | 30 | 8  | 8  | 14 | 29 | 41 | -12 |
|  | 16.  | Optik Rathenow       | 29 | 30 | 8  | 5  | 17 | 34 | 53 | -19 |

Legenda:
      Ammesse agli spareggi promozione
  Ammesse ai play-off o ai play-out.
      Retrocessi in Oberliga 2014-2015.
 Retrocessione diretta.
Regolamento:
Tre punti a vittoria, uno a pareggio, zero a sconfitta.

## Risultati

### Tabellone
Ogni riga indica i risultati casalinghi della squadra segnata a inizio della riga, contro le squadre segnate colonna per colonna (che invece avranno giocato l'incontro in trasferta). Al contrario, leggendo la colonna di una squadra si avranno i risultati ottenuti dalla stessa in trasferta, contro le squadre segnate in ogni riga, che invece avranno giocato l'incontro in casa.
|                      | Aue  | Bab  | Ber  | Car  | Ger  | Her  | Lok  | Mag  | Meu  | Neu  | Opt  | Pla  | Uni  | Vik  | Wac  | Zwi  |
| -------------------- | ---- | ---- | ---- | ---- | ---- | ---- | ---- | ---- | ---- | ---- | ---- | ---- | ---- | ---- | ---- | ---- |
| Auerbach             | –––– | 0-3  | 2-0  | 0-4  | 1-2  | 4-0  | 2-0  | 1-2  | 3-1  | 0-1  | 0-2  | 1-0  | 1-1  | 3-0  | 2-3  | 1-0  |
| Babelsberg           | 0-2  | –––– | 2-1  | 0-1  | 2-4  | 1-0  | 1-0  | 2-2  | 3-4  | 1-2  | 0-0  | 1-2  | 1-3  | 2-2  | 2-3  | 2-1  |
| Berliner AK 07       | 1-1  | 3-1  | –––– | 1-2  | 5-1  | 0-1  | 0-0  | 3-1  | 3-0  | 0-2  | 0-4  | 1-1  | 1-2  | 2-4  | 1-3  | 0-2  |
| Carl Zeiss Jena      | 0-1  | 2-0  | 3-0  | –––– | 2-0  | 2-0  | 2-1  | 1-4  | 2-1  | 3-1  | 2-2  | 4-2  | 1-3  | 1-1  | 1-2  | 1-1  |
| Germania Halberstadt | 1-3  | 1-2  | 1-2  | 1-2  | –––– | 1-0  | 1-0  | 0-1  | 1-2  | 2-3  | 2-1  | 3-1  | 3-8  | 2-2  | 1-2  | 2-1  |
| Hertha Berlino II    | 1-1  | 5-2  | 0-3  | 2-1  | 0-0  | –––– | 1-1  | 2-1  | 0-2  | 2-3  | 2-1  | 1-2  | 1-1  | 1-2  | 1-1  | 2-0  |
| Lokomotive Lipsia    | 1-1  | 0-1  | 0-2  | 0-4  | 1-1  | 0-1  | –––– | 2-1  | 1-3  | 3-2  | 4-2  | 0-0  | 0-2  | 0-1  | 3-0  | 1-0  |
| Magdeburgo           | 2-1  | 3-0  | 2-1  | 2-0  | 3-1  | 4-1  | 3-1  | –––– | 6-2  | 1-2  | 6-0  | 4-2  | 1-2  | 1-1  | 1-0  | 6-0  |
| Meuselwitz           | 1-2  | 1-0  | 0-2  | 0-2  | 0-4  | 2-1  | 0-0  | 1-2  | –––– | 1-3  | 0-1  | 1-3  | 1-1  | 0-1  | 1-0  | 0-0  |
| Neustrelitz          | 4-1  | 3-0  | 3-1  | 1-1  | 3-0  | 1-0  | 2-0  | 2-1  | 3-2  | –––– | 2-0  | 5-0  | 5-0  | 2-0  | 2-0  | 3-0  |
| Optik Rathenow       | 1-2  | 0-2  | 0-1  | 4-1  | 1-4  | 2-1  | 0-1  | 1-2  | 0-1  | 1-0  | –––– | 1-3  | 2-5  | 0-2  | 2-1  | 0-3  |
| Plauen               | 3-0  | 2-2  | 2-0  | 1-1  | 6-1  | 0-3  | 3-3  | 2-2  | 0-1  | 3-2  | 1-1  | –––– | 2-4  | 1-1  | 1-0  | 1-1  |
| Union Berlino II     | 4-1  | 1-1  | 2-2  | 3-3  | 2-3  | 1-4  | 0-1  | 3-1  | 3-0  | 0-1  | 0-2  | 2-2  | –––– | 3-0  | 3-1  | 2-1  |
| Viktoria Berlino     | 3-3  | 1-3  | 1-1  | 1-2  | 2-1  | 1-1  | 2-2  | 2-2  | 1-2  | 4-0  | 0-0  | 1-1  | 1-1  | –––– | 0-0  | 2-0  |
| Wacker Nordhausen    | 3-1  | 1-0  | 3-2  | 2-2  | 3-1  | 1-1  | 1-2  | 3-2  | 0-1  | 1-2  | 4-2  | 0-0  | 3-2  | 2-1  | –––– | 0-2  |
| Zwickau              | 1-0  | 0-0  | 0-2  | 2-1  | 0-0  | 5-3  | 2-1  | 0-2  | 1-0  | 2-0  | 1-1  | 2-1  | 5-3  | 1-1  | 4-0  | –––– |

### Calendario
| andata (1ª) | andata (1ª) | 1ª giornata                            | ritorno (16ª) | ritorno (16ª) |
|             |             |                                        |               |               |
| 3 ago.      | 1-0         | Babelsberg-Lokomotive Lipsia           | 1-0           | 2 apr.        |
| 3 ago.      | 1-1         | Hertha Berlino II-Auerbach             | 0-4           | 6 dic.        |
| 18 set.     | 6-0         | Magdeburgo-Zwickau                     | 2-0           | 19 nov.       |
| 4 set.      | 0-1         | Meuselwitz-Optik Rathenow              | 1-0           | 7 dic.        |
| 7 ago.      | 1-1         | Neustrelitz-Carl Zeiss Jena            | 1-3           | 8 dic.        |
| 3 ago.      | 2-4         | Plauen-Union Berlino II                | 2-2           | 8 dic.        |
| 3 ago.      | 1-1         | Viktoria Berlino-Berliner AK 07        | 4-2           | 16 feb.       |
| 3 ago.      | 3-1         | Wacker Nordhausen-Germania Halberstadt | 2-1           | 8 dic.        |

| andata (2ª) | andata (2ª) | 2ª giornata                           | ritorno (17ª) | ritorno (17ª) |
|             |             |                                       |               |               |
| 10 ago.     | 0-3         | Auerbach-Babelsberg                   | 2-0           | 22 feb.       |
| 11 ago.     | 3-1         | Berliner AK 07-Magdeburgo             | 1-2           | 22 feb.       |
| 11 ago.     | 4-2         | Carl Zeiss Jena-Plauen                | 1-1           | 22 feb.       |
| 11 ago.     | 2-2         | Germania Halberstadt-Viktoria Berlino | 1-2           | 21 feb.       |
| 11 ago.     | 1-3         | Lokomotive Lipsia-Meuselwitz          | 0-0           | 22 feb.       |
| 10 ago.     | 1-0         | Optik Rathenow-Neustrelitz            | 0-2           | 23 feb.       |
| 10 ago.     | 3-1         | Union Berlino II-Wacker Nordhausen    | 2-3           | 23 feb.       |
| 11 ago.     | 5-3         | Zwickau-Hertha Berlino II             | 0-2           | 22 feb.       |

| andata (1ª) | andata (1ª) | 1ª giornata                            | ritorno (16ª) | ritorno (16ª) |
|             |             |                                        |               |               |
| 3 ago.      | 1-0         | Babelsberg-Lokomotive Lipsia           | 1-0           | 2 apr.        |
| 3 ago.      | 1-1         | Hertha Berlino II-Auerbach             | 0-4           | 6 dic.        |
| 18 set.     | 6-0         | Magdeburgo-Zwickau                     | 2-0           | 19 nov.       |
| 4 set.      | 0-1         | Meuselwitz-Optik Rathenow              | 1-0           | 7 dic.        |
| 7 ago.      | 1-1         | Neustrelitz-Carl Zeiss Jena            | 1-3           | 8 dic.        |
| 3 ago.      | 2-4         | Plauen-Union Berlino II                | 2-2           | 8 dic.        |
| 3 ago.      | 1-1         | Viktoria Berlino-Berliner AK 07        | 4-2           | 16 feb.       |
| 3 ago.      | 3-1         | Wacker Nordhausen-Germania Halberstadt | 2-1           | 8 dic.        |

| andata (2ª) | andata (2ª) | 2ª giornata                           | ritorno (17ª) | ritorno (17ª) |
|             |             |                                       |               |               |
| 10 ago.     | 0-3         | Auerbach-Babelsberg                   | 2-0           | 22 feb.       |
| 11 ago.     | 3-1         | Berliner AK 07-Magdeburgo             | 1-2           | 22 feb.       |
| 11 ago.     | 4-2         | Carl Zeiss Jena-Plauen                | 1-1           | 22 feb.       |
| 11 ago.     | 2-2         | Germania Halberstadt-Viktoria Berlino | 1-2           | 21 feb.       |
| 11 ago.     | 1-3         | Lokomotive Lipsia-Meuselwitz          | 0-0           | 22 feb.       |
| 10 ago.     | 1-0         | Optik Rathenow-Neustrelitz            | 0-2           | 23 feb.       |
| 10 ago.     | 3-1         | Union Berlino II-Wacker Nordhausen    | 2-3           | 23 feb.       |
| 11 ago.     | 5-3         | Zwickau-Hertha Berlino II             | 0-2           | 22 feb.       |

| andata (3ª) | andata (3ª) | 3ª giornata                       | ritorno (18ª) | ritorno (18ª) |
|             |             |                                   |               |               |
| 18 ago.     | 2-1         | Babelsberg-Zwickau                | 0-0           | 2 mar.        |
| 17 ago.     | 0-3         | Hertha Berlino II-Berliner AK 07  | 1-0           | 2 mar.        |
| 16 ago.     | 1-1         | Lokomotive Lipsia-Auerbach        | 0-2           | 28 feb.       |
| 18 ago.     | 3-1         | Magdeburgo-Germania Halberstadt   | 1-0           | 2 mar.        |
| 17 ago.     | 1-3         | Meuselwitz-Neustrelitz            | 2-3           | 2 mar.        |
| 17 ago.     | 1-1         | Plauen-Optik Rathenow             | 3-1           | 1 mar.        |
| 16 ago.     | 1-1         | Viktoria Berlino-Union Berlino II | 0-3           | 2 mar.        |
| 18 ago.     | 2-2         | Wacker Nordhausen-Carl Zeiss Jena | 2-1           | 2 mar.        |

| andata (4ª) | andata (4ª) | 4ª giornata                            | ritorno (19ª) | ritorno (19ª) |
|             |             |                                        |               |               |
| 23 ago.     | 3-1         | Auerbach-Meuselwitz                    | 2-1           | 9 mar.        |
| 24 ago.     | 3-1         | Berliner AK 07-Babelsberg              | 1-2           | 7 mar.        |
| 24 ago.     | 1-1         | Carl Zeiss Jena-Viktoria Berlino       | 2-1           | 9 mar.        |
| 25 ago.     | 1-0         | Germania Halberstadt-Hertha Berlino II | 0-0           | 9 mar.        |
| 25 ago.     | 5-0         | Neustrelitz-Plauen                     | 2-3           | 9 mar.        |
| 25 ago.     | 2-1         | Optik Rathenow-Wacker Nordhausen       | 2-4           | 9 mar.        |
| 25 ago.     | 3-1         | Union Berlino II-Magdeburgo            | 2-1           | 8 mar.        |
| 25 ago.     | 2-1         | Zwickau-Lokomotive Lipsia              | 0-1           | 8 mar.        |

| andata (3ª) | andata (3ª) | 3ª giornata                       | ritorno (18ª) | ritorno (18ª) |
|             |             |                                   |               |               |
| 18 ago.     | 2-1         | Babelsberg-Zwickau                | 0-0           | 2 mar.        |
| 17 ago.     | 0-3         | Hertha Berlino II-Berliner AK 07  | 1-0           | 2 mar.        |
| 16 ago.     | 1-1         | Lokomotive Lipsia-Auerbach        | 0-2           | 28 feb.       |
| 18 ago.     | 3-1         | Magdeburgo-Germania Halberstadt   | 1-0           | 2 mar.        |
| 17 ago.     | 1-3         | Meuselwitz-Neustrelitz            | 2-3           | 2 mar.        |
| 17 ago.     | 1-1         | Plauen-Optik Rathenow             | 3-1           | 1 mar.        |
| 16 ago.     | 1-1         | Viktoria Berlino-Union Berlino II | 0-3           | 2 mar.        |
| 18 ago.     | 2-2         | Wacker Nordhausen-Carl Zeiss Jena | 2-1           | 2 mar.        |

| andata (4ª) | andata (4ª) | 4ª giornata                            | ritorno (19ª) | ritorno (19ª) |
|             |             |                                        |               |               |
| 23 ago.     | 3-1         | Auerbach-Meuselwitz                    | 2-1           | 9 mar.        |
| 24 ago.     | 3-1         | Berliner AK 07-Babelsberg              | 1-2           | 7 mar.        |
| 24 ago.     | 1-1         | Carl Zeiss Jena-Viktoria Berlino       | 2-1           | 9 mar.        |
| 25 ago.     | 1-0         | Germania Halberstadt-Hertha Berlino II | 0-0           | 9 mar.        |
| 25 ago.     | 5-0         | Neustrelitz-Plauen                     | 2-3           | 9 mar.        |
| 25 ago.     | 2-1         | Optik Rathenow-Wacker Nordhausen       | 2-4           | 9 mar.        |
| 25 ago.     | 3-1         | Union Berlino II-Magdeburgo            | 2-1           | 8 mar.        |
| 25 ago.     | 2-1         | Zwickau-Lokomotive Lipsia              | 0-1           | 8 mar.        |

| andata (5ª) | andata (5ª) | 5ª giornata                        | ritorno (20ª) | ritorno (20ª) |
|             |             |                                    |               |               |
| 31 ago.     | 1-0         | Auerbach-Zwickau                   | 0-1           | 16 mar.       |
| 30 ago.     | 2-4         | Babelsberg-Germania Halberstadt    | 2-1           | 16 mar.       |
| 31 ago.     | 1-1         | Hertha Berlino II-Union Berlino II | 4-1           | 15 mar.       |
| 1 set.      | 0-2         | Lokomotive Lipsia-Berliner AK 07   | 0-0           | 16 mar.       |
| 1 set.      | 2-0         | Magdeburgo-Carl Zeiss Jena         | 4-1           | 16 mar.       |
| 1 set.      | 1-3         | Meuselwitz-Plauen                  | 1-0           | 14 mar.       |
| 1 set.      | 0-0         | Viktoria Berlino-Optik Rathenow    | 2-0           | 15 mar.       |
| 1 set.      | 1-2         | Wacker Nordhausen-Neustrelitz      | 0-2           | 15 mar.       |

| andata (6ª) | andata (6ª) | 6ª giornata                            | ritorno (21ª) | ritorno (21ª) |
|             |             |                                        |               |               |
| 15 set.     | 1-1         | Berliner AK 07-Auerbach                | 0-2           | 22 mar.       |
| 14 set.     | 2-0         | Carl Zeiss Jena-Hertha Berlino II      | 1-2           | 22 mar.       |
| 15 set.     | 1-0         | Germania Halberstadt-Lokomotive Lipsia | 1-1           | 21 mar.       |
| 15 set.     | 2-0         | Neustrelitz-Viktoria Berlino           | 0-4           | 21 mar.       |
| 15 set.     | 1-2         | Optik Rathenow-Magdeburgo              | 0-6           | 23 mar.       |
| 13 set.     | 1-0         | Plauen-Wacker Nordhausen               | 0-0           | 23 mar.       |
| 15 set.     | 1-1         | Union Berlino II-Babelsberg            | 3-1           | 21 mar.       |
| 15 set.     | 1-0         | Zwickau-Meuselwitz                     | 0-0           | 23 mar.       |

| andata (5ª) | andata (5ª) | 5ª giornata                        | ritorno (20ª) | ritorno (20ª) |
|             |             |                                    |               |               |
| 31 ago.     | 1-0         | Auerbach-Zwickau                   | 0-1           | 16 mar.       |
| 30 ago.     | 2-4         | Babelsberg-Germania Halberstadt    | 2-1           | 16 mar.       |
| 31 ago.     | 1-1         | Hertha Berlino II-Union Berlino II | 4-1           | 15 mar.       |
| 1 set.      | 0-2         | Lokomotive Lipsia-Berliner AK 07   | 0-0           | 16 mar.       |
| 1 set.      | 2-0         | Magdeburgo-Carl Zeiss Jena         | 4-1           | 16 mar.       |
| 1 set.      | 1-3         | Meuselwitz-Plauen                  | 1-0           | 14 mar.       |
| 1 set.      | 0-0         | Viktoria Berlino-Optik Rathenow    | 2-0           | 15 mar.       |
| 1 set.      | 1-2         | Wacker Nordhausen-Neustrelitz      | 0-2           | 15 mar.       |

| andata (6ª) | andata (6ª) | 6ª giornata                            | ritorno (21ª) | ritorno (21ª) |
|             |             |                                        |               |               |
| 15 set.     | 1-1         | Berliner AK 07-Auerbach                | 0-2           | 22 mar.       |
| 14 set.     | 2-0         | Carl Zeiss Jena-Hertha Berlino II      | 1-2           | 22 mar.       |
| 15 set.     | 1-0         | Germania Halberstadt-Lokomotive Lipsia | 1-1           | 21 mar.       |
| 15 set.     | 2-0         | Neustrelitz-Viktoria Berlino           | 0-4           | 21 mar.       |
| 15 set.     | 1-2         | Optik Rathenow-Magdeburgo              | 0-6           | 23 mar.       |
| 13 set.     | 1-0         | Plauen-Wacker Nordhausen               | 0-0           | 23 mar.       |
| 15 set.     | 1-1         | Union Berlino II-Babelsberg            | 3-1           | 21 mar.       |
| 15 set.     | 1-0         | Zwickau-Meuselwitz                     | 0-0           | 23 mar.       |

| andata (7ª) | andata (7ª) | 7ª giornata                        | ritorno (22ª) | ritorno (22ª) |
|             |             |                                    |               |               |
| 21 set.     | 1-2         | Auerbach-Germania Halberstadt      | 3-1           | 30 mar.       |
| 22 set.     | 0-1         | Babelsberg-Carl Zeiss Jena         | 0-2           | 30 mar.       |
| 21 set.     | 2-1         | Hertha Berlino II-Optik Rathenow   | 1-2           | 29 mar.       |
| 20 set.     | 0-2         | Lokomotive Lipsia-Union Berlino II | 1-0           | 29 mar.       |
| 22 set.     | 1-2         | Magdeburgo-Neustrelitz             | 1-2           | 30 mar.       |
| 22 set.     | 1-0         | Meuselwitz-Wacker Nordhausen       | 1-0           | 30 mar.       |
| 22 set.     | 1-1         | Viktoria Berlino-Plauen            | 1-1           | 30 mar.       |
| 22 set.     | 0-2         | Zwickau-Berliner AK 07             | 2-0           | 30 mar.       |

| andata (8ª) | andata (8ª) | 8ª giornata                        | ritorno (23ª) | ritorno (23ª) |
|             |             |                                    |               |               |
| 29 set.     | 3-0         | Berliner AK 07-Meuselwitz          | 2-0           | 6 apr.        |
| 29 set.     | 2-1         | Carl Zeiss Jena-Lokomotive Lipsia  | 4-0           | 6 apr.        |
| 29 set.     | 2-1         | Germania Halberstadt-Zwickau       | 0-0           | 5 apr.        |
| 29 set.     | 1-0         | Neustrelitz-Hertha Berlino II      | 3-2           | 5 apr.        |
| 29 set.     | 0-2         | Optik Rathenow-Babelsberg          | 0-0           | 6 apr.        |
| 28 set.     | 2-2         | Plauen-Magdeburgo                  | 2-4           | 6 apr.        |
| 27 set.     | 4-1         | Union Berlino II-Auerbach          | 1-1           | 5 apr.        |
| 29 set.     | 2-1         | Wacker Nordhausen-Viktoria Berlino | 0-0           | 4 apr.        |

| andata (7ª) | andata (7ª) | 7ª giornata                        | ritorno (22ª) | ritorno (22ª) |
|             |             |                                    |               |               |
| 21 set.     | 1-2         | Auerbach-Germania Halberstadt      | 3-1           | 30 mar.       |
| 22 set.     | 0-1         | Babelsberg-Carl Zeiss Jena         | 0-2           | 30 mar.       |
| 21 set.     | 2-1         | Hertha Berlino II-Optik Rathenow   | 1-2           | 29 mar.       |
| 20 set.     | 0-2         | Lokomotive Lipsia-Union Berlino II | 1-0           | 29 mar.       |
| 22 set.     | 1-2         | Magdeburgo-Neustrelitz             | 1-2           | 30 mar.       |
| 22 set.     | 1-0         | Meuselwitz-Wacker Nordhausen       | 1-0           | 30 mar.       |
| 22 set.     | 1-1         | Viktoria Berlino-Plauen            | 1-1           | 30 mar.       |
| 22 set.     | 0-2         | Zwickau-Berliner AK 07             | 2-0           | 30 mar.       |

| andata (8ª) | andata (8ª) | 8ª giornata                        | ritorno (23ª) | ritorno (23ª) |
|             |             |                                    |               |               |
| 29 set.     | 3-0         | Berliner AK 07-Meuselwitz          | 2-0           | 6 apr.        |
| 29 set.     | 2-1         | Carl Zeiss Jena-Lokomotive Lipsia  | 4-0           | 6 apr.        |
| 29 set.     | 2-1         | Germania Halberstadt-Zwickau       | 0-0           | 5 apr.        |
| 29 set.     | 1-0         | Neustrelitz-Hertha Berlino II      | 3-2           | 5 apr.        |
| 29 set.     | 0-2         | Optik Rathenow-Babelsberg          | 0-0           | 6 apr.        |
| 28 set.     | 2-2         | Plauen-Magdeburgo                  | 2-4           | 6 apr.        |
| 27 set.     | 4-1         | Union Berlino II-Auerbach          | 1-1           | 5 apr.        |
| 29 set.     | 2-1         | Wacker Nordhausen-Viktoria Berlino | 0-0           | 4 apr.        |

| andata (9ª) | andata (9ª) | 9ª giornata                         | ritorno (24ª) | ritorno (24ª) |
|             |             |                                     |               |               |
| 6 ott.      | 0-4         | Auerbach-Carl Zeiss Jena            | 1-0           | 12 apr.       |
| 4 ott.      | 1-2         | Babelsberg-Neustrelitz              | 0-3           | 13 apr.       |
| 6 ott.      | 5-1         | Berliner AK 07-Germania Halberstadt | 2-1           | 13 apr.       |
| 5 ott.      | 1-2         | Hertha Berlino II-Plauen            | 3-0           | 11 apr.       |
| 6 ott.      | 4-2         | Lokomotive Lipsia-Optik Rathenow    | 1-0           | 12 apr.       |
| 6 ott.      | 1-0         | Magdeburgo-Wacker Nordhausen        | 2-3           | 12 apr.       |
| 6 ott.      | 0-1         | Meuselwitz-Viktoria Berlino         | 2-1           | 13 apr.       |
| 4 ott.      | 5-3         | Zwickau-Union Berlino II            | 1-2           | 12 apr.       |

| andata (10ª) | andata (10ª) | 10ª giornata                        | ritorno (25ª) | ritorno (25ª) |
|              |              |                                     |               |               |
| 13 ott.      | 1-1          | Carl Zeiss Jena-Zwickau             | 1-2           | 20 apr.       |
| 20 ott.      | 1-2          | Germania Halberstadt-Meuselwitz     | 4-0           | 19 apr.       |
| 19 ott.      | 2-0          | Neustrelitz-Lokomotive Lipsia       | 2-3           | 19 apr.       |
| 19 ott.      | 1-2          | Optik Rathenow-Auerbach             | 2-0           | 19 apr.       |
| 20 ott.      | 2-2          | Plauen-Babelsberg                   | 2-1           | 21 apr.       |
| 20 ott.      | 2-2          | Union Berlino II-Berliner AK 07     | 2-1           | 18 apr.       |
| 20 ott.      | 2-2          | Viktoria Berlino-Magdeburgo         | 1-1           | 17 apr.       |
| 20 ott.      | 1-1          | Wacker Nordhausen-Hertha Berlino II | 1-1           | 18 apr.       |

| andata (9ª) | andata (9ª) | 9ª giornata                         | ritorno (24ª) | ritorno (24ª) |
|             |             |                                     |               |               |
| 6 ott.      | 0-4         | Auerbach-Carl Zeiss Jena            | 1-0           | 12 apr.       |
| 4 ott.      | 1-2         | Babelsberg-Neustrelitz              | 0-3           | 13 apr.       |
| 6 ott.      | 5-1         | Berliner AK 07-Germania Halberstadt | 2-1           | 13 apr.       |
| 5 ott.      | 1-2         | Hertha Berlino II-Plauen            | 3-0           | 11 apr.       |
| 6 ott.      | 4-2         | Lokomotive Lipsia-Optik Rathenow    | 1-0           | 12 apr.       |
| 6 ott.      | 1-0         | Magdeburgo-Wacker Nordhausen        | 2-3           | 12 apr.       |
| 6 ott.      | 0-1         | Meuselwitz-Viktoria Berlino         | 2-1           | 13 apr.       |
| 4 ott.      | 5-3         | Zwickau-Union Berlino II            | 1-2           | 12 apr.       |

| andata (10ª) | andata (10ª) | 10ª giornata                        | ritorno (25ª) | ritorno (25ª) |
|              |              |                                     |               |               |
| 13 ott.      | 1-1          | Carl Zeiss Jena-Zwickau             | 1-2           | 20 apr.       |
| 20 ott.      | 1-2          | Germania Halberstadt-Meuselwitz     | 4-0           | 19 apr.       |
| 19 ott.      | 2-0          | Neustrelitz-Lokomotive Lipsia       | 2-3           | 19 apr.       |
| 19 ott.      | 1-2          | Optik Rathenow-Auerbach             | 2-0           | 19 apr.       |
| 20 ott.      | 2-2          | Plauen-Babelsberg                   | 2-1           | 21 apr.       |
| 20 ott.      | 2-2          | Union Berlino II-Berliner AK 07     | 2-1           | 18 apr.       |
| 20 ott.      | 2-2          | Viktoria Berlino-Magdeburgo         | 1-1           | 17 apr.       |
| 20 ott.      | 1-1          | Wacker Nordhausen-Hertha Berlino II | 1-1           | 18 apr.       |

| andata (11ª) | andata (11ª) | 11ª giornata                          | ritorno (26ª) | ritorno (26ª) |
|              |              |                                       |               |               |
| 25 ott.      | 0-1          | Auerbach-Neustrelitz                  | 1-4           | 27 apr.       |
| 27 ott.      | 2-3          | Babelsberg-Wacker Nordhausen          | 0-1           | 27 apr.       |
| 26 ott.      | 1-2          | Berliner AK 07-Carl Zeiss Jena        | 0-3           | 27 apr.       |
| 27 ott.      | 3-8          | Germania Halberstadt-Union Berlino II | 3-2           | 27 apr.       |
| 27 ott.      | 1-2          | Hertha Berlino II-Viktoria Berlino    | 1-1           | 25 apr.       |
| 26 ott.      | 0-0          | Lokomotive Lipsia-Plauen              | 3-3           | 25 apr.       |
| 27 ott.      | 1-2          | Meuselwitz-Magdeburgo                 | 2-6           | 26 apr.       |
| 27 ott.      | 1-1          | Zwickau-Optik Rathenow                | 3-0           | 27 apr.       |

| andata (12ª) | andata (12ª) | 12ª giornata                         | ritorno (27ª) | ritorno (27ª) |
|              |              |                                      |               |               |
| 3 nov.       | 2-0          | Carl Zeiss Jena-Germania Halberstadt | 2-1           | 4 mag.        |
| 3 nov.       | 4-1          | Magdeburgo-Hertha Berlino II         | 1-2           | 4 mag.        |
| 3 nov.       | 3-0          | Neustrelitz-Zwickau                  | 0-2           | 4 mag.        |
| 2 nov.       | 0-1          | Optik Rathenow-Berliner AK 07        | 4-0           | 3 mag.        |
| 1 nov.       | 3-0          | Plauen-Auerbach                      | 0-1           | 2 mag.        |
| 1 nov.       | 3-0          | Union Berlino II-Meuselwitz          | 1-1           | 4 mag.        |
| 1 nov.       | 1-3          | Viktoria Berlino-Babelsberg          | 2-2           | 2 mag.        |
| 3 nov.       | 1-2          | Wacker Nordhausen-Lokomotive Lipsia  | 0-3           | 4 mag.        |

| andata (11ª) | andata (11ª) | 11ª giornata                          | ritorno (26ª) | ritorno (26ª) |
|              |              |                                       |               |               |
| 25 ott.      | 0-1          | Auerbach-Neustrelitz                  | 1-4           | 27 apr.       |
| 27 ott.      | 2-3          | Babelsberg-Wacker Nordhausen          | 0-1           | 27 apr.       |
| 26 ott.      | 1-2          | Berliner AK 07-Carl Zeiss Jena        | 0-3           | 27 apr.       |
| 27 ott.      | 3-8          | Germania Halberstadt-Union Berlino II | 3-2           | 27 apr.       |
| 27 ott.      | 1-2          | Hertha Berlino II-Viktoria Berlino    | 1-1           | 25 apr.       |
| 26 ott.      | 0-0          | Lokomotive Lipsia-Plauen              | 3-3           | 25 apr.       |
| 27 ott.      | 1-2          | Meuselwitz-Magdeburgo                 | 2-6           | 26 apr.       |
| 27 ott.      | 1-1          | Zwickau-Optik Rathenow                | 3-0           | 27 apr.       |

| andata (12ª) | andata (12ª) | 12ª giornata                         | ritorno (27ª) | ritorno (27ª) |
|              |              |                                      |               |               |
| 3 nov.       | 2-0          | Carl Zeiss Jena-Germania Halberstadt | 2-1           | 4 mag.        |
| 3 nov.       | 4-1          | Magdeburgo-Hertha Berlino II         | 1-2           | 4 mag.        |
| 3 nov.       | 3-0          | Neustrelitz-Zwickau                  | 0-2           | 4 mag.        |
| 2 nov.       | 0-1          | Optik Rathenow-Berliner AK 07        | 4-0           | 3 mag.        |
| 1 nov.       | 3-0          | Plauen-Auerbach                      | 0-1           | 2 mag.        |
| 1 nov.       | 3-0          | Union Berlino II-Meuselwitz          | 1-1           | 4 mag.        |
| 1 nov.       | 1-3          | Viktoria Berlino-Babelsberg          | 2-2           | 2 mag.        |
| 3 nov.       | 1-2          | Wacker Nordhausen-Lokomotive Lipsia  | 0-3           | 4 mag.        |

| andata (13ª) | andata (13ª) | 13ª giornata                        | ritorno (28ª) | ritorno (28ª) |
|              |              |                                     |               |               |
| 10 nov.      | 2-3          | Auerbach-Wacker Nordhausen          | 1-3           | 11 mag.       |
| 8 nov.       | 2-2          | Babelsberg-Magdeburgo               | 0-3           | 11 mag.       |
| 10 nov.      | 0-2          | Berliner AK 07-Neustrelitz          | 1-3           | 11 mag.       |
| 10 nov.      | 2-1          | Germania Halberstadt-Optik Rathenow | 4-1           | 11 mag.       |
| 10 nov.      | 0-1          | Lokomotive Lipsia-Viktoria Berlino  | 2-2           | 11 mag.       |
| 10 nov.      | 2-1          | Meuselwitz-Hertha Berlino II        | 2-0           | 9 mag.        |
| 10 nov.      | 3-3          | Union Berlino II-Carl Zeiss Jena    | 3-1           | 10 mag.       |
| 9 nov.       | 2-1          | Zwickau-Plauen                      | 1-1           | 10 mag.       |

| andata (14ª) | andata (14ª) | 14ª giornata                     | ritorno (29ª) | ritorno (29ª) |
|              |              |                                  |               |               |
| 24 nov.      | 5-2          | Hertha Berlino II-Babelsberg     | 0-1           | 17 mag.       |
| 23 nov.      | 3-1          | Magdeburgo-Lokomotive Lipsia     | 1-2           | 17 mag.       |
| 23 nov.      | 0-2          | Meuselwitz-Carl Zeiss Jena       | 1-2           | 17 mag.       |
| 23 nov.      | 3-0          | Neustrelitz-Germania Halberstadt | 3-2           | 17 mag.       |
| 23 nov.      | 2-5          | Optik Rathenow-Union Berlino II  | 2-0           | 17 mag.       |
| 24 nov.      | 2-0          | Plauen-Berliner AK 07            | 1-1           | 17 mag.       |
| 23 nov.      | 3-3          | Viktoria Berlino-Auerbach        | 0-3           | 17 mag.       |
| 16 nov.      | 0-2          | Wacker Nordhausen-Zwickau        | 0-4           | 17 mag.       |

| andata (13ª) | andata (13ª) | 13ª giornata                        | ritorno (28ª) | ritorno (28ª) |
|              |              |                                     |               |               |
| 10 nov.      | 2-3          | Auerbach-Wacker Nordhausen          | 1-3           | 11 mag.       |
| 8 nov.       | 2-2          | Babelsberg-Magdeburgo               | 0-3           | 11 mag.       |
| 10 nov.      | 0-2          | Berliner AK 07-Neustrelitz          | 1-3           | 11 mag.       |
| 10 nov.      | 2-1          | Germania Halberstadt-Optik Rathenow | 4-1           | 11 mag.       |
| 10 nov.      | 0-1          | Lokomotive Lipsia-Viktoria Berlino  | 2-2           | 11 mag.       |
| 10 nov.      | 2-1          | Meuselwitz-Hertha Berlino II        | 2-0           | 9 mag.        |
| 10 nov.      | 3-3          | Union Berlino II-Carl Zeiss Jena    | 3-1           | 10 mag.       |
| 9 nov.       | 2-1          | Zwickau-Plauen                      | 1-1           | 10 mag.       |

| andata (14ª) | andata (14ª) | 14ª giornata                     | ritorno (29ª) | ritorno (29ª) |
|              |              |                                  |               |               |
| 24 nov.      | 5-2          | Hertha Berlino II-Babelsberg     | 0-1           | 17 mag.       |
| 23 nov.      | 3-1          | Magdeburgo-Lokomotive Lipsia     | 1-2           | 17 mag.       |
| 23 nov.      | 0-2          | Meuselwitz-Carl Zeiss Jena       | 1-2           | 17 mag.       |
| 23 nov.      | 3-0          | Neustrelitz-Germania Halberstadt | 3-2           | 17 mag.       |
| 23 nov.      | 2-5          | Optik Rathenow-Union Berlino II  | 2-0           | 17 mag.       |
| 24 nov.      | 2-0          | Plauen-Berliner AK 07            | 1-1           | 17 mag.       |
| 23 nov.      | 3-3          | Viktoria Berlino-Auerbach        | 0-3           | 17 mag.       |
| 16 nov.      | 0-2          | Wacker Nordhausen-Zwickau        | 0-4           | 17 mag.       |

| \| andata (15ª) \| andata (15ª) \| 15ª giornata \| ritorno (30ª) \| ritorno (30ª) \| \| \| \| \| \| \| \| 1 dic. \| 1-2 \| Auerbach-Magdeburgo \| 1-2 \| 24 mag. \| \| 29 nov. \| 3-4 \| Babelsberg-Meuselwitz \| 0-1 \| 24 mag. \| \| 1 dic. \| 1-3 \| Berliner AK 07-Wacker Nordhausen \| 2-3 \| 24 mag. \| \| 30 nov. \| 2-2 \| Carl Zeiss Jena-Optik Rathenow \| 1-4 \| 24 mag. \| \| 1 dic. \| 3-1 \| Germania Halberstadt-Plauen \| 1-6 \| 24 mag. \| \| 16 feb. \| 0-1 \| Lokomotive Lipsia-Hertha Berlino II \| 1-1 \| 24 mag. \| \| 1 dic. \| 0-1 \| Union Berlino II-Neustrelitz \| 0-5 \| 24 mag. \| \| 1 dic. \| 1-1 \| Zwickau-Viktoria Berlino \| 0-2 \| 24 mag. \| |              |                                     |               |               |
| andata (15ª) | andata (15ª) | 15ª giornata                        | ritorno (30ª) | ritorno (30ª) |
| |              |                                     |               |               |
| 1 dic. | 1-2          | Auerbach-Magdeburgo                 | 1-2           | 24 mag.       |
| 29 nov. | 3-4          | Babelsberg-Meuselwitz               | 0-1           | 24 mag.       |
| 1 dic. | 1-3          | Berliner AK 07-Wacker Nordhausen    | 2-3           | 24 mag.       |
| 30 nov. | 2-2          | Carl Zeiss Jena-Optik Rathenow      | 1-4           | 24 mag.       |
| 1 dic. | 3-1          | Germania Halberstadt-Plauen         | 1-6           | 24 mag.       |
| 16 feb. | 0-1          | Lokomotive Lipsia-Hertha Berlino II | 1-1           | 24 mag.       |
| 1 dic. | 0-1          | Union Berlino II-Neustrelitz        | 0-5           | 24 mag.       |
| 1 dic. | 1-1          | Zwickau-Viktoria Berlino            | 0-2           | 24 mag.       |

| andata (15ª) | andata (15ª) | 15ª giornata                        | ritorno (30ª) | ritorno (30ª) |
|              |              |                                     |               |               |
| 1 dic.       | 1-2          | Auerbach-Magdeburgo                 | 1-2           | 24 mag.       |
| 29 nov.      | 3-4          | Babelsberg-Meuselwitz               | 0-1           | 24 mag.       |
| 1 dic.       | 1-3          | Berliner AK 07-Wacker Nordhausen    | 2-3           | 24 mag.       |
| 30 nov.      | 2-2          | Carl Zeiss Jena-Optik Rathenow      | 1-4           | 24 mag.       |
| 1 dic.       | 3-1          | Germania Halberstadt-Plauen         | 1-6           | 24 mag.       |
| 16 feb.      | 0-1          | Lokomotive Lipsia-Hertha Berlino II | 1-1           | 24 mag.       |
| 1 dic.       | 0-1          | Union Berlino II-Neustrelitz        | 0-5           | 24 mag.       |
| 1 dic.       | 1-1          | Zwickau-Viktoria Berlino            | 0-2           | 24 mag.       |

## Statistiche

### Squadre

#### Primati stagionali
Squadre
- Maggior numero di vittorie: Neustrelitz (23)
- Maggior numero di pareggi: Viktoria Berlino (15)
- Maggior numero di sconfitte: Optik Rathenow (17)
- Minor numero di vittorie: Viktoria Berlino, Optik Rathenow, Lokomotive Lipsia (8)
- Minor numero di pareggi: Neustrelitz (1)
- Minor numero di sconfitte: Neustrelitz (6)
- Miglior attacco: Magdeburgo (71 gol fatti)
- Peggior attacco: Lokomotive Lipsia (29 gol fatti)
- Miglior difesa: Neustrelitz (30 gol subiti)
- Peggior difesa: Germania Halberstadt (61 gol subiti)
- Miglior differenza reti: Neustrelitz (+35)
- Peggior differenza reti: Optik Rathenow (-19)
- Miglior serie positiva: Neustrelitz (13, 3ª-15ª)
- Peggior serie negativa: Berliner AK 07 (7, 13ª-19ª)
- Maggior numero di vittorie consecutive: Neustrelitz (13, 3ª-15ª)

Partite
- Più gol (11):

Germania Halberstadt-Union Berlino II 3-8, 27 ottobre 2013
- Maggior scarto di gol (6): Magdeburgo-Optik Rathenow 6-0, Magdeburgo-Zwickau 6-0
- Maggior numero di reti in una giornata: 34 gol nella 2ª giornata
- Minor numero di reti in una giornata: 14 gol nella 6ª giornata
- Maggior numero di espulsioni in una giornata: 6 in 7ª giornata

### Individuali

#### Classifica marcatori
| Gol | Rigori |  | Giocatore          | Squadra              |
| --- | ------ |  | ------------------ | -------------------- |
| 22  | 0      |  | Christian Beck     | Magdeburgo           |
| 19  | 1      |  | Velimir Jovanović  | Neustrelitz          |
| 15  | 0      |  | Benjamin Girth     | Plauen               |
| 14  | 0      |  | Dino Međedović     | Neustrelitz          |
| 13  | 0      |  | Lars Fuchs         | Magdeburgo           |
| 13  | 7      |  | David Hollwitz     | Union Berlino II     |
| 11  | 8      |  | Nico Hammann       | Magdeburgo           |
| 11  | 0      |  | Kiyan Soltanpour   | Berliner AK 07       |
| 11  | 0      |  | Tugay Uzan         | Union Berlino II     |
| 10  | 1      |  | Steven Skrzybski   | Union Berlino II     |
| 10  | 1      |  | Maximilian Watzka  | Viktoria Berlino     |
| 9   | 0      |  | Sebastian Huke     | Optik Rathenow       |
| 8   | 0      |  | Maxim Banaskiewicz | Carl Zeiss Jena      |
| 8   | 0      |  | Florian Büchler    | Germania Halberstadt |
| 8   | 0      |  | Davy Frick         | Zwickau              |
| 8   | 0      |  | Patrick Grandner   | Lokomotive Lipsia    |
| 8   | 3      |  | Süleyman Koç       | Babelsberg           |
| 8   | 0      |  | Jan Nagel          | Germania Halberstadt |
| 8   | 0      |  | Kevin Stephan      | Hertha Berlino II    |